# Dona amb una flor
Dona amb una flor (títol original en tahitià Vahine no te Tiare) és un quadre del pintor Paul Gauguin fet el 1891 a Tahití. Es conserva a la Ny Carlsberg Glyptotek de Copenhaguen. Es coneix per la referència núm. 420 del catàleg de Wildenstein.
El títol original vol dir literalment 'dona de la flor', però Gauguin ho va traduir com La femme à la fleur.
Gauguin feia poc que havia arribat per primer cop a Tahití i desitjava fer el retrat d'una tahitiana, atret per l'enigmàtic somriure. La model és una de les seves veïnes que en un primer moment s'hi va negar. Però, poc després, es va presentar mudada amb un vestit colonial que havien introduït els missioners francesos. A l'orella portava una flor tal com és tradicional, una tiara (gardenia tahitensis), la flor nacional de Tahití usada també per perfumar.
Gauguin descriu la model en el seu llibre Noa Noa, comparant-la amb l'obra de Rafael:
«No era gaire bufona, ben mirat, segons les regles europees de l'estètica. Però era guapa. Tots els trets li conferien una harmonia rafaelesca en la trobada de les corbes, i la seva boca havia estat modelada per un escultor que parla totes les llengües del pensament i el bes, de l'alegria i el patiment. […] El seu front, molt noble, recordava, per unes línies realçades, aquella frase d'Edgar Allan Poe: "No hi ha bellesa perfecta sense una certa singularitat en les proporcions". I la flor que tenia a l'orella escoltava el seu perfum.»
Gauguin se sentia satisfet de reflectir alhora la por i el plaer; la malenconia i la passivitat barrejades amb una passió continguda.

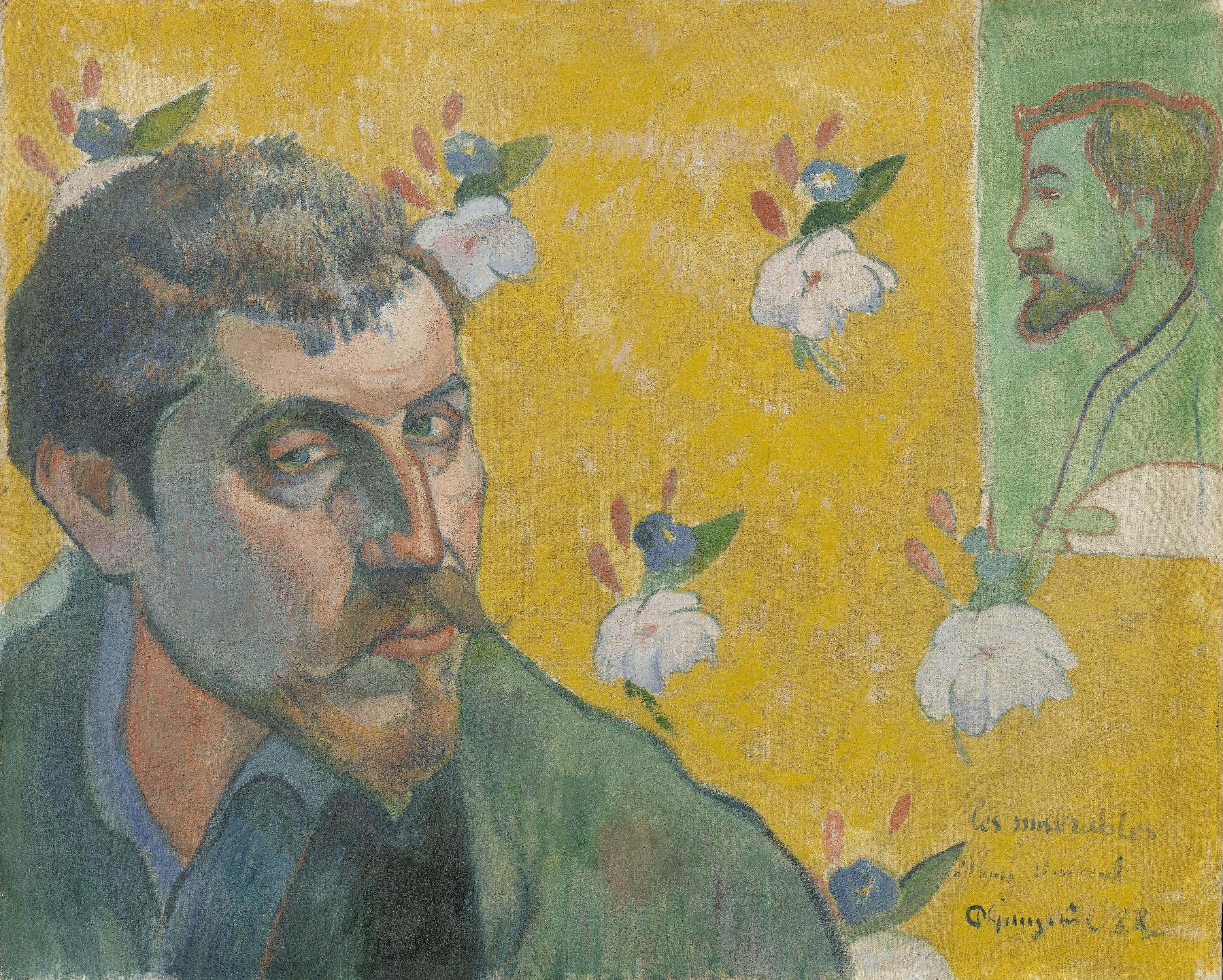
Autoretrat amb retrat de Bernard, 1888

El fons, vermell i groc, està decorat amb unes flors estilitzades, tal com ja havia fet prèviament en l'Autoretrat amb retrat de Bernard. L'efecte decoratiu dona equilibri a la composició. El fons groc serveix per a ressaltar el color torrat de la cara de la dona. El quadre és una mostra de les diferències culturals: el refinament de la civilització contra la dignitat amb naturalitat, encara que encotillada en un vestit imposat, quan, paradoxalment, el pintor havia adoptat el tradicional pareo tahitià.

## Historial
Va ser el primer retrat tahitià que va enviar a Europa. Gauguin va escriure al seu amic Daniel de Monfreid que, certament, es podria vendre bé com una cosa completament nova. Va ser exposat el 1892 en la Galeria Boussod i Valadon de París i el 1893 a Copenhaguen. Va ser comprat per Wilhelm Hansen, de Copenhaguen, el 1917 per Helge Jacobsen, i el 1927 va ser donat a la Ny Carlsberg Glyptotek.
L'obra està publicada en el catàleg de Wildenstein de 1964 amb el número 420, i en el catàleg de Gabriele Sugana de 1972 amb el número 243.